# 1988 VN5
1988 VN5 är en asteroid i huvudbältet som upptäcktes den 4 november 1988 av den tjeckiske astronomen Antonín Mrkos vid Kleť-observatoriet i Tjeckien.
Den tillhör asteroidgruppen Nysa.